# Henri Roussilhe
Henri Charles Clément Roussilhe, né à Versailles le 4 janvier 1879 et mort au château de Carennac le 11 mai 1945, est un explorateur et ingénieur français.

## Biographie
Polytechnicien, ingénieur hydrographe de la Marine, il est chargé en 1911 d'une mission d'étude des cours d'eau du bassin du Congo par les ministères de la Marine et des Colonies, et par le gouvernement général de l'Afrique-Équatoriale française pour y analyser, en particulier, les conditions de navigabilité et les possibilités de commerces et d'implantations de ports.
Parti de Brazzaville (25 janvier 1911) en compagnie de sept officiers, dix-huit sous-officiers, de marins européens et d'un dessinateur-cartographe, sur le vapeur Albert-Dolisie, Roussilhe va reconnaître, jusqu'en juin 1911, le Stanley Pool et le Congo inférieur, le cours de la Sangha jusqu'à Ouesso et le cours de la Ngoko.
De novembre 1911 à mai 1912, il explore l'Oubangui dont il relève le régime, les seuils, les crues et les rapides jusqu'à Bangui.
Professeur de géodésie à l'École des travaux publics de 1918 à 1945, il est un des pionniers de l'utilisation de la photographie aérienne dans les levés cartographiques ; en 1931-1932, il est directeur éditorial de la revue Annales de photographie aérienne.

## Publications (sélection)
- Mission hydrographique de Madagascar, Paris, Imprimerie nationale, 1910, 137 p., VIII p. de planches[N 1]
- Mission hydrographique Congo-Oubangui-Sangha, Paris, E. Larose, 1913, 2 vol.[N 2] (lire en ligne).
- Applications de la photographie aérienne aux levés topographiques de précision. Appareil de photorestitution, Paris, Imprimerie nationale, 1919, 96 p. et 34 illustrations hors texte (tiré-à-part des Annales hydrographiques).
- Emploi des coordonnées rectangulaires stéréographiques pour le calcul de la triangulation dans un rayon de 560 kilometres autour de l'origine, Paris, imprimerie nationale, 1922.
- Travaux géodésiques effectués depuis 1918 dans les régions libérées, Paris, imprimerie nationale, 1922.
- Cours d'astronomie appliquée et de géodésie, professé à l'École spéciale des travaux publics, du bâtiment et de l'industrie, Paris, L. Eyrolles, coll. « Encyclopédie industrielle et commerciale », 1924.
- Note sur la résolution du problème de Pothenot dans l'espace. Application à la restitution des photographies aériennes, Cannes, Robaudy, 1929, 32 p.
- Emploi de la photographie aérienne aux levers topographiques à grande échelle, Paris, L. Eyrolles, 1930, 475 p.
- avec Georges Poivilliers et Robert Ferber: Photogrammétrie. Appareils français pour redressement et restitution, Paris, Éditions de la "Revue d'optique théorique et instrumentale, 1934.
- La Photogrammétrie et ses applications générales. Tome I : Principes généraux et restitution des clichés isolés ; Tome II : Restitution des couples de clichés et applications diverses, Paris, L. Eyrolles, 1936, 2 vol.